# Таманамі
«Таманамі» (Tamanami, яп. 玉波) — ескадрений міноносець Імперського флоту Японії типу «Югумо», який взяв участь у Другій світовій війні.

## Історія створення
Корабель був закладений 16 березня 1942 року на верфі «Фуджінагата» в Осаці. Спущений на воду 20 грудня 1942 року, вступив у стрій 30 квітня 1943 року.

## Історія служби

### 1943 рік
Певний час після завершення «Таманамі» провадив тренування у водах Японського архіпелагу, при цьому 8 червня 1943-го він взяв участь у рятувальних роботах після вибуху та загибелі в Куре лінкора «Муцу».
10—15 липня 1943-го «Таманамі» разом зі ще 5 есмінцями та 2 легкими крейсерами здійснили ескортування великого угруповання (3 авіаносці, 1 ескортний авіаносець, 1 гідроавіаносець, 3 важкі крейсери) з Японії на атол Трук у центральній частині Каролінських островів (ще до війни тут створили потужну базу японського ВМФ, з якої до лютого 1944-го провадили операції у цілому ряді архіпелагів). Одразу після цього з 16 по 22 липня «Таманамі» здійснив круговий рейс для доставки підкріплень гарнізону острова Науру (південно-східне завершення Мікронезії).
23—24 липня 1943-го «Таманамі» супроводжував на початковій ділянці маршруту конвой №7233, що прямував з Труку на Палау (важливий транспортний хаб на заході Каролінських островів). 14—19 серпня есмінець пройшов весь шлях до Палау охороняючи конвой №7144, а 2 вересня повернувся назад на Трук з конвоєм № 8283.
У середині вересня 1943-го американське авіаносне з'єднання здійснило рейд проти зайнятих японцями островів Гілберта (лежать південніше від Маршаллових островів). У відповідь 18 вересня з Труку на схід вийшли значні сили (2 авіаносці, 2 лінкори, 7 важких крейсерів та інші кораблі), які попрямували до атола Еніветок (крайній північний захід Маршаллових островів). «Таманамі» супроводжував це угруповання, яке у підсумку так і не вступило у контакт з союзними силами та 25 вересня повернулось на базу.
З 29 вересня по 5 жовтня 1943-го «Таманамі» пройшов до Куре, супроводжуючи авіаносець «Дзюнйо». Останній тільки-но здійснив рейс у межах операції «Тей Го», метою якої була доставка з Азії значних військових контингентів для підсилення ряду гарнізонів Океанії, а тепер повертався по інші підрозділи. 12 жовтня «Дзюнйо» разом з легким крейсером та 4 есмінцями, одним з яких був «Таманамі», знову вирушив на Трук (конвой «Тей № 3 Го»), при цьому на шляху до них також приєднались 2 лінкори. 19 жовтня цей загін досягнув пункту призначення.
1 листопада 1943-го союзники здійснили висадку на острові Бугенвіль, лише за чотири сотні кілометрів на південний схід від Рабаула — головної передової бази в архіпелазі Бісмарка, з якої здійснювались операції на Соломонових островах та сході Нової Гвінеї. З останнього в межах контрзаходів вийшов загін, найбільшими кораблями якого були два важкі крейсери, проте в ніч проти 2 листопада він зазнав поразки в бою у затоці Імператриці Августи. Готуючись до нової контратаки, японське командування 3 листопада вислало з Труку до Рабаулу одразу сім важких крейсерів, серед охорони яких прямував «Таманамі». 5 листопада загін досягнув пункту призначення і цього ж дня Рабаул вперше став ціллю для американського авіаносного угруповання. Унаслідок атаки одразу 5 важких крейсерів отримали пошкодження, що фактично остаточно нейтралізувало загрозу для сил вторгнення на Бугенвіль (хоча японське командування помилково вважало, що ворожі сили суттєво послаблені внаслідок бою 2 листопада). Того ж дня «Таманамі» та ще один есмінець повели важкі крейсери «Судзуя» та «Могамі» на Трук, куди прибули 8 листопада. 11—15 листопада ті ж есмінці ескортували з Труку до Японії на ремонт важкі крейсери «Такао» і «Атаго» (так само зазнали пошкоджень у Рабаулі під час атаки 5 листопада).
26 листопада — 1 грудня 1943-го «Таманамі» разом зі ще 2 есмінцями супроводили авіаносець «Сьокаку» та легкий авіаносець «Тітосе» з Японії на Трук. Після цього 7—11 грудня «Таманамі» ескортував танкерний конвой №7072 до Палау (важливий транспортний хаб на заході Каролінських островів), а 11—15 грудня повернувся на Трук з конвоєм, який прямував із Сінгапуру. 16 грудня він разом зі ще одним есмінцем повів «Могамі» з Труку до Куре, куди кораблі прибули 21 грудня.

### 1944 рік
29 січня 1944-го «Таманамі» разом з 2 іншими есмінцями супроводив з Йокосуки на Трук легкі авіаносці «Дзуйхо» та «Тійода» (первісно з ними прямував також важкий крейсер «Такао», проте він відокремився для допомоги пошкодженому ескортному авіаносцю «Унйо»). На той час на тлі наступу союзників у Меланезії та на сході Мікронезії японське командування вже вирішило встановити головний оборонний периметр західніше та вивести основні сили флоту з Труку, де вони перебували під дедалі більшою загрозою. Як наслідок, 10—15 лютого «Таманамі» та ще 3 есмінці, а також легкий крейсер ескортували до Японії загін з лінкора «Мусаші», авіаносця та гідроавіаносця (можливо відзначити, що вже 17 лютого база на Труці стане ціллю потужного рейду авіаносного угруповання і буде розгромлена).
Невдовзі корабель був залучений до транспортної операції «Хігаші Мацу» (Higashi Matsu), яка передусім мала за мету підсилення гарнізонів на заході Мікронезії, що тепер належали до головного оборонного периметра. 22 березня 1944-го «Таманамі» та ще 2 есмінці і легкий крейсер рушили з Кісарадзу (Токійська затока) як охорона конвою «Хігаші Мацу № 3», що 30 березня прибув на Сайпан. Після цього 7—14 квітня «Таманамі» супроводив частину конвою до Уліті та Палау (західні Каролінські острови), а 16—20 квітня пройшов з Палау до Йокосуки.
11—16 травня 1944-го «Таманамі» та шість інших есмінців ескортували з Японії до Таві-Таві (у філіппінському архіпелазі Сулу поряд з нафтовидобувними районами острова Борнео) загін із 3 авіаносців, 3 легких авіаносців і 1 лінкора (японське командування готувалось до ворожої атаки, до того ж через дії американських підводних човнів на комунікаціях видавалось доцільним тримати флот ближче до районів видобутку нафти). 12 червня американці розпочали операцію з оволодіння Маріанськими островами і невдовзі головні сили японського флоту вийшли з Таві-Таві для контратаки, при цьому «Таманамі» разом з 6 іншими есмінцями і легким крейсером забезпечував охорону «загону С», головну силу якого становили лінкори та важкі крейсери. 19—20 червня японці зазнали важкої поразки в битві у Філіппінському морі, а 22 червня японський флот прибув на Окінаву. Звідси більшість кораблів рушила до Японії, проте «Таманамі» з 23 по 29 червня разом есмінцем «Фуджінамі» супроводив танкер «Кокуйо-Мару» з Окінави до Сінгапуру.

### Загибель
2 липня 1944-го «Таманамі» та «Фуджінамі» повели до Маніли «Кокуйо-Мару» та легкий крейсер «Кітакамі» (після важкого пошкодження прямував для ремонту у Японії). 7 липня за дві з половиною сотні кілометрів на захід від Маніли «Таманамі» був торпедований підводним човном «Мінго» та затонув зі всім екіпажем.